# هينينج باوم
هينينج باوم (بالألمانية: Henning Baum)‏ (و. 1972  م) هو ممثل أفلام، ومنتج أفلام ألماني، ولد في إسن.

## جوائز
حصل على جوائز منها:
- الجائزة التلفزيونية البافارية [الإنجليزية]‏، عن عمل: The Last Cop (2010 TV series) [الإنجليزية]‏ (2011)[3]
- رومي  [لغات أخرى]‏

## وصلات خارجية
- هينينج باوم على موقع IMDb (الإنجليزية)
- هينينج باوم على موقع مونزينجر (الألمانية)
- هينينج باوم على موقع ألو سيني (الفرنسية)
- هينينج باوم على موقع ديسكوغز (الإنجليزية)
- هينينج باوم على موقع قاعدة بيانات الفيلم (الإنجليزية)
- هينينج باوم على موقع كينوبويسك (الروسية)

- هينينج باوم في قاعدة بيانات الأفلام على الإنترنت